# Терехово (Волоколамский район)
Терехово — деревня в Волоколамском районе Московской области России в составе сельского поселения Осташёвское. Население — 5 чел. (2010).

## География
Деревня Терехово расположена на западе Московской области, в юго-западной части Волоколамского района, примерно в 20 км к юго-западу от города Волоколамска, на левом берегу небольшой речки Блудовки бассейна Рузского водохранилища.
На территории зарегистрировано 4 садовых товарищества. Связана автобусным сообщением с районным центром и селом Карачарово. Ближайшие населённые пункты — деревни Кашилово, Дерменцево, Соколово и Лапино.

## Население
| 1852 | 1859 | 1926 | 2002 | 2006 | 2010 |
| ---- | ---- | ---- | ---- | ---- | ---- |
| 205  | ↗207 | ↘171 | ↘6   | ↘4   | ↗5   |

## История
В «Списке населённых мест» 1862 года Терихово (Терхово) — владельческая деревня 2-го стана Можайского уезда Московской губернии по правую сторону Волоколамского тракта из города Можайска, в 41 версте от уездного города, при речке Блудовке, с 25 дворами и 207 жителями (98 мужчин, 109 женщин).
По данным 1890 года входила в состав Осташёвской волости Можайского уезда, число душ мужского пола составляло 99 человек.
В 1913 году — 44 двора.
1917—1929 гг. — деревня Осташёвской волости Волоколамского уезда.
По материалам Всесоюзной переписи 1926 года — деревня Кашиловского сельсовета Осташёвской волости Волоколамского уезда, проживал 171 житель (63 мужчины, 108 женщин), насчитывалось 42 крестьянских хозяйства.
С 1929 года — населённый пункт в составе Волоколамского района Московского округа Московской области. Постановлением ЦИК и СНК от 23 июля 1930 года округа как административно-территориальные единицы были ликвидированы.
1929—1939 гг. — центр Тереховского сельсовета Волоколамского района.
1939—1957 гг. — центр Тереховского сельсовета Осташёвского района.
1957—1963 гг. — центр Тереховского сельсовета Волоколамского района.
1963—1965 гг. — центр Тереховского сельсовета Волоколамского укрупнённого сельского района.
1965—1973 гг. — центр Тереховского сельсовета Волоколамского района.
1973—1994 гг. — деревня Осташёвского сельсовета Волоколамского района.
В 1994 году Московской областной думой было утверждено положение о местном самоуправлении в Московской области, сельские советы как административно-территориальные единицы были преобразованы в сельские округа.
1994—2006 гг. — деревня Осташёвского сельского округа Волоколамского района.
С 2006 года — деревня сельского поселения Осташёвское Волоколамского муниципального района Московской области.